# صيد غير قانوني

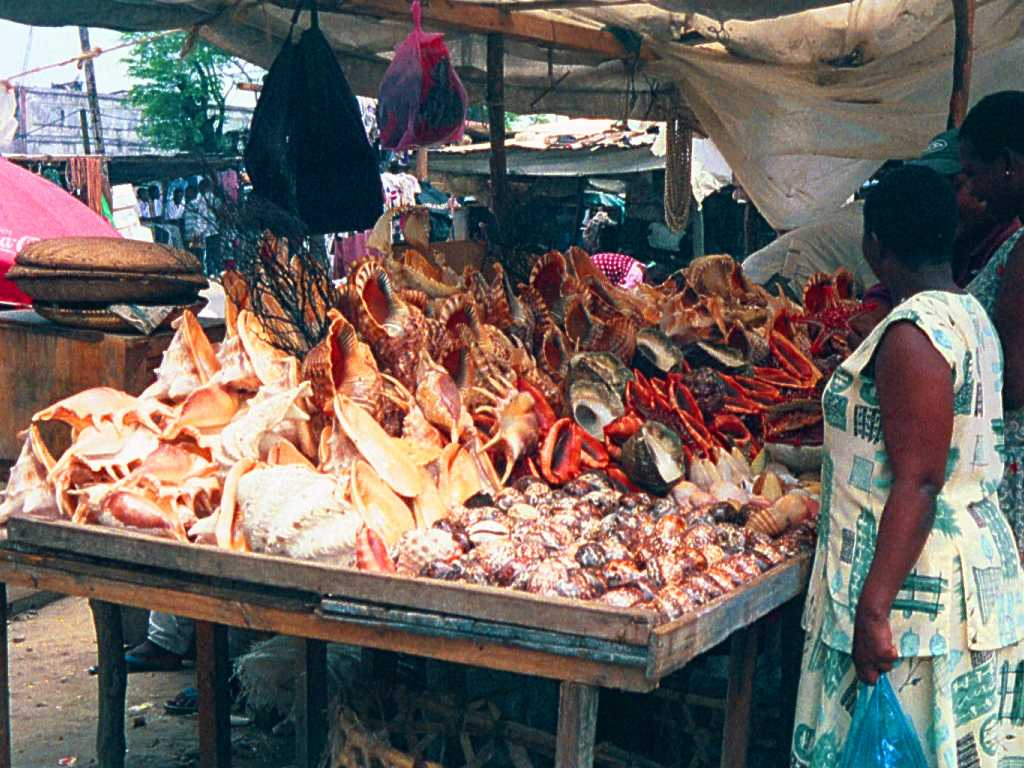
السوق السوداء لبيع أنواع محمية

الصيد غير القانوني (بالإنجليزية: Poaching)‏ هو عملية صيد الحيوانات بشكل غير مشروع أو تناول النبات والحيوانات بما يتناقض مع القوانين المحلية والدولية لحفظ وإدارة الحياة البرية.
انتهاكات قوانين ولوائح الصيد عادة ما يعاقب عليها القانون، وتسمى هذه الانتهاكات مجتمعة بالصيد غير المشروع. إن قتل الحيوانات البرية هو صيد غير قانوني، بينما قتل أو سرقة الحيوانات الاليفة أو المواشي يعتبر سرقة أو تخريبا للملكية.

## الجوانب القانونية
صنف علماء البيئة من جامعة ماساتشوستس أمهيرست في عام 1998 الصيد غير القانوني (الصيد الجائر) على أنه جريمة بيئية، ووضحوا أنه يشمل أي نشاط يتعارض مع قوانين حماية الموارد الطبيعية المتجددة ولوائحها، بما في ذلك الحصاد غير القانوني للحياة البرية بنية امتلاكها، أو نقلها، أو إبادتها، أو بيعها، أو استخدام أجزاء منها، واعتبروا الصيد الجائر أحد أخطر التهديدات لبقاء الحيوانات والنباتات.
يرى علماء الحياة البرية وحماة البيئة أن الصيد الجائر يضر بالتنوع الحيوي داخل المناطق المحمية وخارجها على حد سواء، وخاصةً مع انخفاض أعداد الحيوانات البرية، واستنزاف الأنواع محليًا، واختلال وظائف الأنظمة البيئية.

### قارة أوروبا
لا تعتبر ألمانيا والنمسا الصيد غير القانوني سرقة، لكنها تعدُه انتهاكًا لحقوق الصيد من طرف ثالث، إذ سمح القانون الألماني القديم لجميع الأفراد (بمن فيهم الفلاحين) بالصيد خاصةً في المشاعات العامة، بينما حدد القانون الروماني اقتصار الصيد على الحكام. حاول حكام الأراضي الإقطاعية في العصور الوسطى فرض حقوق خالصة للنبلاء تسمح لهم بالصيد في المناطق التي يحكمونها، واعتُبر الصيد غير القانوني جريمة خطيرة يُعاقب عليها بالسجن، إلا أن تنفيذ القانون كان ضعيفًا نسبيًا حتى القرن السادس عشر، فسمح للفلاحين بصيد الطرائد الصغيرة، بينما قيد حق النبلاء في الصيد ثم نقله لملكية الأراضي. دفع انخفاض جودة الأسلحة الصيادين في ذلك الوقت إلى الاقتراب مسافةً تصل إلى نحو 30 مترًا (98 قدمًا) في أثناء الصيد.
يرتبط تطور حقوق الصيد الحديثة ارتباطًا وثيقًا بالفكرة الحديثة نسبيًا للملكية الخاصة للأراضي. فرض حراس الصيد والغابات في القرنين السابع عشر والثامن عشر قيودًا على حقوق الصيد وإطلاق النار على الممتلكات الخاصة، وأنكروا استخدام الغابات في أغراض مشتركة، مثل جمع الراتنج والمراعي الخشبية، وحق الفلاحين في صيد الحيوانات والأسماك. تمكن الفلاحون والخدم من ممارسة الصيد بشكل كبير بحلول نهاية القرن الثامن عشر نتيجة التسهيلات في الحصول على البنادق، إذ كان الصيد يُمارس حينها بوصفه عرضًا مسرحيًا للحكم الأرستقراطي، ما أثر بشكل قوي على أنماط استخدام الأراضي. لم يتدخل الصيد غير القانوني في حقوق الملكية فحسب، بل اشتبك مع طبقة النبلاء أيضًا.
ازدادت ممارسة الصيد غير القانوني وعدد الوفيات المرتبطة به بين عامي 1830 و1848 في بافاريا، وأدى إصلاح قانون الصيد في عام 1849 إلى تقليل الصيد القانوني لمالكي الأراضي الأثرياء والبرجوازيين القادرين على دفع رسوم الصيد.
أظهرت بعض المناطق الحدودية حيث يكثر التهريب مقاومةً عنيفةً. طُلب من القوات العسكرية البافارية في عام 1849 احتلال عدد من البلديات على الحدود مع النمسا، ما اضطر كل أسرة في فالغو (هي اليوم جزء من جارميش بارتنكيرشن) ولاكنهاوزر في الغابات البافارية إلى إطعام واستيعاب جندي واحد لمدة شهر كجزء من مهمة عسكرية بهدف تهدئة الضجة. تعرض سكان لاكنهاوزر للعديد من المناوشات مع صائدي الغزلان غير القانونيين من الأجانب والقوات المسلحة النمساوية، وعُرفوا بـاسم الصيادين المسلحين.

## آثار الصيد غير القانوني
تشمل الآثار الضارة للصيد غير القانوني ما يلي:
- فناء الغابات: لا يمكن استعادة الحيوانات المفترسة والحيوانات العاشبة والفقاريات آكلة الفواكه بنفس سرعة إزالتها من الغابات، ويؤثر انخفاض تجمعاتها في أنماط انتشار البذور، وتسيطر أصناف الأشجار ذات البذور الكبيرة تدريجيًا على الغابات، في حين تنقرض أصناف النباتات ذات البذور الصغيرة.[10]
- تناقص أعداد الحيوانات في البرية وتهديدها بالانقراض.[11]
- تقليص المساحة الفعالة للمناطق المحمية بسبب استخدام الصيادين أطرافها بصفتها مواردَ مشتركةً.
- تواجه سياحة الحياة البرية دعاية سلبية، ما يقلل فرص العمل ويسبب فقدان الدخل لمالكي تصاريح استخدام الأراضي البرية ومتعهدي الرحلات السياحية ومشغلي مساكن الإقامة.
- ظهور الأمراض الحيوانية الناجمة عن انتقال سلاسل الفيروسات القهقرية شديدة التغاير:
  - ارتبطت حالات تفشي فيروس إيبولا في حوض الكونغو وفي غابون في تسعينيات القرن العشرين بذبح قردة الشمبانزي واستهلاك لحومها.
  - يُعزى السبب في تفشي المتلازمة التنفسية الحادة الوخيمة (السارس) في هونغ كونغ إلى ملامسة واستهلاك لحوم حيوانات زباد النخل المقنع، وكلاب الراكون، وحيوان غرير ابن مقرض الصيني، وغيرها من الحيوانات الصغيرة آكلة اللحوم المتاحة في أسواق الحياة البرية في جنوب الصين.
  - أُصيب بعض صائدي الطرائد في وسط أفريقيا بفيروس تي اللمفاوي البشري نتيجة تعرضهم  للقرود البرية عن قرب.
  - تشير نتائج الأبحاث المتعلقة بشمبانزي الوسط البري في الكاميرون إلى إصابتها بالفيروس السعالي الرغوي بطبيعتها، وهي تشكل مستودعًا للنوع الأول من فيروس العوز المناعي البشري (إتش آي في 1) الذي يُعد سببًا لمتلازمة نقص المناعة المكتسب (الإيدز) لدى البشر.[12]

## المنتجات الحيوانية
تعتقد بعض المجتمعات امتلاك أجزاء من أجسام بعض الحيوانات (مثل النمور ووحيد القرن) تأثيراتٍ إيجابيةً معينة على جسم الإنسان مثل زيادة سرعة الحمل أو علاج مرض السرطان. تُباع هذه الأجزاء في السوق السوداء في مناطق تُمارس فيها هذه المعتقدات، ومعظمها دول آسيوية وتحديدًا الصين وفيتنام.
يتضمن الطب الصيني التقليدي مكونات من مختلف أجزاء النباتات، والأوراق، والجذوع، والزهور، والجذور، بالإضافة إلى مكونات الحيوانات والمعادن. أثار استخدام أجزاء من بعض الأنواع المهددة بالانقراض (مثل حصان البحر، وقرون وحيد القرن، وعظام القط الدبي والنمر ومخالبهما) جدلًا واسعًا، ما سبب نشأة سوق سوداء من الصيادين. تنتشر معتقدات ثقافية عميقة الجذور في جميع أنحاء الصين ودول شرق آسيا حول فاعلية بعض أجزاء النمور، إذ تعجز القوانين التي تحمي الأنواع المهددة بالانقراض مثل النمر السومطري عن وقف عرض هذه المواد وبيعها في الأسواق المفتوحة وفقًا لتقرير صدر في عام 2008 عن منظمة ترافيك. تشمل أجزاء النمر «العلاجية» الشائعة عيونه وأعضاءه التناسلية، إذ يُعتقد أنها تعزز القدرة على الحمل.
تواجه حيوانات الكركدن (وحيد القرن) خطر الانقراض بسبب كثرة الطلب على قرونها في آسيا (حيث تُستخدم في الطب التقليدي أو كنوع من الكماليات) والشرق الأوسط (حيث تُستخدم في الديكورات). تُعد فيتنام الدولة الوحيدة المنتجة لكميات كبيرة من الأحجار المستخدمة في طحن قرون الكركدن، وشهدت ارتفاعًا حادًا في الطلب على قرن الكركدن نتيجة الإشاعات حول قدرته على شفاء مرض السرطان، على الرغم من أن هذه الإشاعات لا أساس لها من العلم. وصل سعر القرن المطحون وصل إلى 60,000 دولار، أي أغلى من سعر كيلو الذهب.
تلعب مادة العاج، التي تُعد مادةً طبيعيةً للعديد من الحيوانات، دورًا كبيرًا في تجارة المواد الحيوانية والصيد غير القانوني. يُستخدم العاج في صناعة التحف الفنية والمجوهرات إذ يُنحت بالشكل المناسب للتصميم. تستهلك الصين مادة العاج بكميات كبيرة. أعلنت صحيفة نيويورك تايمز في عام 2012 عن زيادة كبيرة في الصيد غير القانوني للعاج، إذ يتدفق نحو 70 في المئة من العاج غير القانوني إلى الصين.
يُعد الفرو أيضًا إحدى المواد الطبيعية المطلوبة من الصيادين، فعلى سبيل المثال، استُخدم الغامسبارت، الذي يعني حرفيًا بالألمانية لحية الشامواه، في تزين القبعات الشتوية التقليدية في جبال الألب في النمسا وبافاريا.

## متى يمنع الصيد

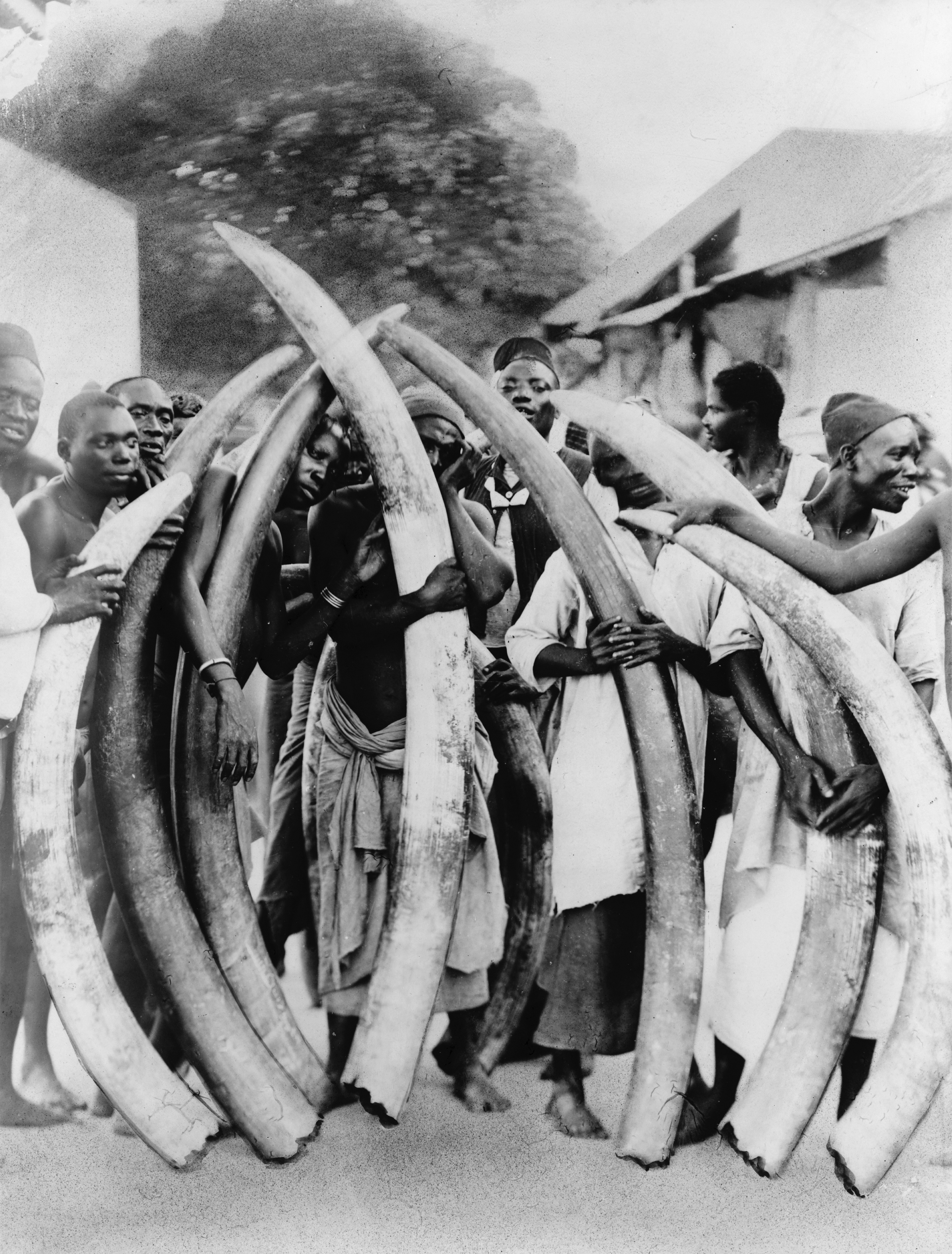
العاج بعد قتل الفيلة في أفريقيا

الحالات التي يمكن أن يمنع الصيد فيها:
- موسم تزاوج أو تكاثر الحيوانات أو الأسماك: عادة ما يعلن منع الصيد ويغلق الموسم لحماية الحياة البرية.
- عدم حيازة رخصة صيد.
- بيع الحيوانات أو أجزاء من الحيوانات أو النباتات لجني الأرباح بطريقة غير قانونية.
- الصيد خارج ساعات الصيد القانونية في بعض البلدان.
- استخدام أسلحة غير شرعية للصيد.
- عندما يكون الحيوان أو النبات موجود على منطقة محظورة.
- صيد حيوانات تكون ملك أشخاص آخرين.
- استخدام وسائل غير قانونية أي الصيد من السيارات، أو السفن، أوالطائرات (الصيد الجائر).
- صيد حيوانات أو نباتات محمية من القانون وتكون معرضة للانقراض.
- حيوانات أو نباتات قيد البحوث العلمية.